# Globba cambodgensis
Globba cambodgensis är en enhjärtbladig växtart som beskrevs av François Gagnepain. Globba cambodgensis ingår i släktet Globba och familjen Zingiberaceae. Inga underarter finns listade i Catalogue of Life.